# Чирикова, Евгения Сергеевна
Евге́ния Серге́евна Чи́рикова (род. 12 ноября 1976, Москва) — российский политик, лидер движения «Экологическая оборона Московской области» («Экооборона») и «Движения в защиту Химкинского леса», член оргкомитета Стратегия-31, предприниматель, совладелец, исполнительный директор компаний ООО «ЭЗОП» («Электроэнергетика и защита от помех») и ООО «Элнар-Сервис». Член Координационного Совета российской оппозиции. Награда «Храбрая женщина» (2011), Премия Голдманов в области охраны окружающей среды (2012).

## Биография
Евгения Чирикова родилась 12 ноября 1976 года в Москве в семье кандидата физико-математических наук научного сотрудника МИФИ и «социальной служащей».
В 1994 году окончила литературный класс школы № 201 имени 3ои и Александра Космодемьянских и поступила в Московский авиационный институт.
В 1999 году, во время учёбы, начала работать инженером-программистом на Автозаводе имени Ленинского комсомола АЗЛК.
В конце 1990-х годов Евгения с мужем и детьми переехали из Москвы в Химки, чтобы, по собственным словам, будущие дети «дышали хорошим воздухом, потому что в Москве невозможно».
В 2000 году окончила два факультета МАИ — инженерный, по специальности «двигатели летательных аппаратов», и экономический.
В том же году перешла консультантом в компанию «Инспро», затем возглавила отдел по внедрению систем автоматизации компании.
В конце того же года стала руководителем проектов по автоматизации управленческого учёта в холдинге «Разгуляй-Центр».
В 2002 году заняла должность руководителя проекта по созданию системы управления проектами развития холдинга ООО «Бизнес-Новация».
С 2004 года занимала должность исполнительного директора в компании ООО «ЭЗОП» («Электроэнергетика и защита от помех»), специализирующейся на разработке «части проектной документации при строительстве и реконструкции атомных станций, подстанций высокого напряжения от 110 киловольт до 750 киловольт, компрессорных станций и промышленных объектов», являясь её совладельцем вместе с мужем — Михаилом Матвеевым. Позже, в связи с расширением бизнеса, открыла ещё одну инженерно-проектную компанию — ООО «Элнар-Сервис».
В 2005 году окончила Академию народного хозяйства при правительстве РФ, получив степень магистра делового администрирования.
В 2015 году переехала вместе со своей семьёй в Эстонию.
19 января 2024 года Евгения Чирикова была включена Министерством юстиции России в список иностранных агентов.
20 февраля 2024 года включена в список террористов и экстремистов Росфинмониторинга.
Является основательницей и координатором портала «Активатика» (Activatica.org), посвященного гражданскому активизму.
11 декабря 2024 года вышло постановление Коптевского суда Москвы о ее заочном аресте по ст. 207.3 УК РФ. Она также была объявлена в международный розыск..

## Химкинский лес и политическая деятельность
Летом 2006 года, во время семейной прогулки по Химкинскому лесу, обнаружила нанесённые на деревья метки. Заинтересовавшись, нашла в интернете постановление губернатора Подмосковья Бориса Громова о прокладке через лес новой дороги. Чирикова начала печатать объявления и привлекать общественность к проблеме, что позволило сформировать круг защитников Химкинского леса.
В 2008 году проходила свидетелем по уголовным делам о покушении в ноябре на главного редактора газеты «Химкинская правда» Михаила Бекетова, критиковавшего городскую и областную администрации. В том же году Чирикова упоминалась как активист народного движения «Экологическая оборона Московской области» («Экооборона»), а уже в 2009 году как его лидер.
В 2009 году проходила свидетелем по уголовному делу об убийстве в январе адвоката Станислава Маркелова, выступавшего, в том числе, в качестве адвоката Бекетова по делу о клевете журналиста на главу администрации Химок Владимира Стрельченко. Опасаясь за свою жизнь, Чирикова обратилась в правоохранительные органы с просьбой предоставить ей охрану, однако в предоставлении охраны и участии в программе защиты свидетелей ей было отказано.
В январе 2009 года Чирикова, после внесения собранного с помощью соратников залога в 150 тыс. руб., была зарегистрирована в качестве кандидата на выборах мэра Химок. Предпринималась попытка её снятия с выборов, однако по решению областного избиркома она была восстановлена в списках кандидатов. Однако, проиграла выборы Владимиру Стрельченко, заявив о «множестве нарушений законодательства».
После подписания в ноябре 2009 года председателем правительства РФ Владимиром Путиным распоряжения № 1642 о переводе земель Химкинского лесопарка в земли транспорта и промышленности, Чирикова обратилась с открытым письмом и видеообращением к президенту РФ Дмитрию Медведеву с требованием отправить возглавляемое Путиным правительство в отставку, признать недействительным его распоряжение и создать комиссию при президенте РФ «для урегулирования противоречий, связанных с реализацией проекта трассы Москва — Санкт-Петербург и ЦКАД».
На вопрос Анны Рудницкой о причине беспокойства за лес Чирикова сравнила себя с «выродками», героями повести Стругацких «Обитаемый остров», которые физически ощущали подмену понятий властями.
С 2009 года Чирикова в сообщениях СМИ фигурировала как лидер незарегистрированного «Движения в защиту Химкинского леса».
10 марта 2010 года Евгения Чирикова подписала обращение российской оппозиции «Путин должен уйти», сделав комментарий: «Путин грубо нарушил и продолжает нарушать законодательство РФ — 172 ФЗ. Перевёл земли Химкинского леса в земли транспорта».
В июле 2010 года началась вырубка деревьев в Химкинском лесу со стороны аэропорта «Шереметьево», после чего защитники разбили лагерь и начали установку баррикад, мешавших проходу техники, однако утром 23 июля на них напали неизвестные в масках, после чего активистов «Экообороны», в том числе Чирикову, задержал ОМОН, лагерь был разгромлен, а работы же по вырубке леса продолжены.
.
28 июля 2010 года активисты движения «Антифа» и анархисты забросали камнями и дымовыми шашками здание химкинской администрации, обстреляли мэрию из травматических пистолетов и исписали стены лозунгами «Спаси русский лес!». Через несколько дней мировой суд оштрафовал Чирикову за организацию незаконного митинга и неповиновение сотрудникам милиции (по событиям 23 июля).
В том же месяце защитников Химкинского леса поддержали Greenpeace, WWF и Transparency International, направив Медведеву просьбу приостановить уничтожение Химкинского леса, а в сентябре 2010 года Гринпис России, WWF России, Центр охраны дикой природы, Союз охраны птиц России объявили о создании единой коалиции «За леса Подмосковья».
В ноябре 2010 года на организованной общероссийским общественным движением «Россия, вперёд!» конференции «Новые лица гражданского общества» Чирикова была избрана председателем координационного совета всех региональных общественных организаций страны.
В декабре 2010 года после вынесения правительственной комиссией, возглавляемой вице-премьером Сергеем Ивановым, окончательного решения о том, что скоростная трасса Москва—Санкт-Петербург будет проложена через Химкинский лес и его поддержки Дмитрием Медведевым, Чирикова от лица защитников Химкинского леса заявила: «Мы начинаем политическую борьбу и будем настаивать на смене существующего строя».
21 февраля 2011 года Евгения заявила о намерении районных органов опеки отобрать у неё детей по причине того, что родители якобы систематически истязают детей, морят голодом, а также поддерживают знакомство с «сомнительными личностями».
В марте 2011 г. Чирикова встретилась с вице-президентом США Джозефом Байденом, посещавшим Россию с официальным визитом. Чирикова рассказала ему об альтернативных вариантах маршрута трассы, предлагаемых экологами, и о том, что, по её мнению, Владимир Путин поддерживает коррупционный вариант. Байден вручил Чириковой награду Госдепа США «За отвагу», которой отмечаются выдающиеся женщины мира за отвагу и лидерские качества, проявленные в борьбе за социальную справедливость и соблюдение прав человека.
4 мая 2011 года Чирикова и её сторонники вновь разбили лагерь на вырубке и начали останавливать технику.
17-20 июня 2011 года Чирикова провела в Химкинском лесу гражданский форум «Антиселигер», на котором выступили в частности Алексей Навальный, Станислав Белковский, Артемий Троицкий и другие видные общественные деятели.
Чирикова намеревалась передать американским сенаторам «чёрные списки предателей общественных интересов России».
22 октября 2012 на выборах Координационного совета оппозиции по общегражданскому списку заняла седьмое место. Усилия Чириковой оказались безуспешными. 23 декабря 2014 года было открыто движение в Химкинском и Солнечногорском районах Московской области в обход Химок на платной дороге из Москвы в Санкт-Петербург.

## Выборы мэра Химок 14 октября 2012 года
19 августа 2012 года во время схода гражданских активистов в Подмосковье приняла решение идти на выборы мэра города Химки. Радиостанции «Эхо Москвы» Чирикова рассказала, что согласилась на выдвижение только по просьбе большого числа сторонников и намерена сосредоточиться на решении социальных и транспортных проблем города. Пост стал вакантным после того, как ушёл в отставку бывший мэр Владимир Стрельченко.
10 сентября 2012 стало известно, что избирком Химок зарегистрировал Чирикову кандидатом в мэры.
По данным опроса жителей Химок, на который в начале сентября ссылалась радиостанция «Эхо Москвы», Чирикову готовы поддержать 32 % тех, кто решил идти на выборы, её основных конкурентов Олега Митволя и Олега Шахова — соответственно 23 и 14 %.
В середине сентября было сообщено о результатах опроса ВЦИОМ, согласно которому за Чирикову готовы проголосовать 6 % жителей Химок, за Шахова — 29 %, за Белоусова — 12 %, за Митволя — 7 %. По результатам того же опроса, положительно к Чириковой относятся 23 % опрошенных, отрицательно — 24 %.
По данным опроса Левада-центра, проведённого 28 сентября — 1 октября 2012 года, за Чирикову на выборах мэра города Химки готовы были проголосовать 11 % избирателей, за Шахова — 44 %, за Митволя — 12 %.
В поддержку Чириковой на выборах выступил известный кинорежиссёр Эльдар Рязанов. «Жене Чириковой я верю и желаю ей быть мэром, убеждён, что она оправдает доверие в самом высшем смысле этого слова», — сказал Рязанов в видеообращении, размещённом на YouTube. 10 октября стало известно, что кандидатуру Чириковой поддержал бизнесмен-миллиардер Михаил Прохоров.
По результатам выборов 14 октября 2012 года получила второе место с 17,59 % голосов (всего 7809 голосов), уступив Олегу Шахову (более 47 %), но опередив Олега Митволя (14,4 %). В день голосования подала несколько десятков жалоб на нарушения предвыборной агитации Шаховым, однако, по данным ЦИК, ни одна из них не была удовлетворена. Явка избирателей на выборах составила 29,37 %.

## Дальнейшая деятельность
В апреле 2015 года вместе со своей семьёй переехала в Эстонию на постоянное место жительства. Причиной стало, по её заявлениям, «желание защитить своих детей от возможных репрессий со стороны государства». Также, по её словам, у неё «отняли бизнес в России из-за того, что взгляды по защите экологии не сошлись со взглядами Владимира Владимировича Путина».
В январе 2019 года Чирикова обратилась с открытым письмом к эстонскому президенту, в котором утверждается, что возможности интеграции русскоязычного населения в стране оставляют желать лучшего. По мнению Чириковой, в стране существует «два обособленных мира: русский и эстонский».
В феврале 2021 года дала интервью, в котором призвала США ввести санкции против путинского режима.

## Уголовное преследование в России
24 апреля 2024 года Сыктывкарский городской суд заочно арестовал Чирикову по обвинению в создании «террористического сообщества», финансировании «террористической деятельности» и публичных призывах к терроризму. Вместе с ней были заочно арестованы другие члены Совета Форума свободной России — Гарри Каспаров, Иван Тютрин и Геннадий Гудков. По версии следствия, Чирикова «публично разместила видеоролик в открытом доступе для неограниченного круга лиц на одном из видеохостингов, в котором содержится заведомо ложная информация о действиях вооруженных сил Российской Федерации против мирного населения Украины».
СМИ связали уголовное преследование оппозиционеров с аукционом в поддержку российских добровольцев, воюющих за Украину, которой был проведен Форумом свободной России в ноябре 2023 года, на котором Чирикова была избрана ответственным за взаимодействие с добровольческими подразделениями и партизанскими группами, воюющими в рядах ВСУ против ВС РФ.

## Семья
Замужем, муж — Михаил Матвеев — предприниматель, кандидат физико-математических наук, координатор Движения в защиту Химкинского леса. Есть две дочери — Лиза и Саша. Брат — фокусник Дмитрий Чириков.

## Награды и премии
- Премия Московской Хельсинкской группы за деятельность в защите социальных прав и интересов местных сообществ (2010)[72].
- В марте 2011 года вице-президент США Джозеф Байден вручил Евгении Чириковой награду «Храбрая женщина» (Woman of Courage Award)[49].
- В 2011 году за свою деятельность по защите окружающей среды была удостоена экологической премии Голдманов в области охраны окружающей среды[73].
- 19 ноября 2024 года Евгения получила премию Хано Р. Элленбоген (Hano R. Ellenbogen Citizenship Award).[74]

## Рейтинги
- Регулярно входила в рейтинги самых влиятельных женщин России, по версии ряда СМИ[75].
- В 2012 году, наряду с поп-группой Pussy Riot и политиком Алексеем Навальным, вошла в список «100 мыслителей современности» по версии журнала «The Foreign Policy», заняв 70 место[76][77].